# Gerard Lleonard Appiani
Gerard Lleonard Appiani (Pisa vers 1370-Piombino maig del 1405) fill de Jaume I Appiani fou senyor de Pisa (5 de setembre de 1398 a 1399), i senyor de Piombino, Scarlino, Populonia, Suvereto, Buriano, Abbadia al Fango, Vignale i de les illes d'Elba, Montecristo, Pianosa, Cerboli i Palmaiola succeint al seu pare el 5 de setembre de 1398 fins a la seva mort.
Va vendre Pisa a Galeazzo Visconti i es va reservar aquests territoris el 1399. Senyor de Valle i Montioni el 1400, comte palatí del sacre imperi el 1402, fou armat cavaller pel duc de Milà el 1398.
Es va casar el 18 de juny de 1396 amb Paola Colonna, filla d'Agapito Colonna, senyor de Genazzano. Va morir el 1405 i va deixar dos fills: Caterina Appiani i Jaume II Appiani; i dues filles: Violant i Polissena (esposa de Giberto II Pio consenyor de Carpi, morta a Carpi el 1431).